# Lupinus lindleyanus
Lupinus lindleyanus är en ärtväxtart som beskrevs av Jacob Georg Agardh. Lupinus lindleyanus ingår i släktet lupiner, och familjen ärtväxter. Inga underarter finns listade i Catalogue of Life.